# Domenico Mazzoni
Domenico Mazzoni (Comeana, 2 agosto 1783 – Pistoia, 17 luglio 1853) è stato un filosofo e presbitero italiano.
È annoverato tra i primi ad aver introdotto la filosofia idealistica tedesca in Italia.

## Biografia
Nacque a Comeana, in provincia di Prato, da Giovan Tommaso Mazzoni e Maria Paci. Di indole vivace, all'età di 15 anni fu mandato a studiare nel Collegio degli Scolopi a Firenze.
Dopo essere stato ordinato sacerdote, a partire dal 1804 Mazzoni insegnò filosofia per circa trent'anni nel collegio Forteguerri di Pistoia, di cui fu anche rettore, seguendo l'indirizzo spiritualista della Scuola Scozzese, contribuendo in tal modo a liberare la cultura toscana dal suo provinciale sensismo, grazie anche all'attività svolta nell'«Accademia Pistoiese di Scienze, Lettere ed Arti», e alla sua versatilità nelle letterature straniere.
Attraverso la lettura dei libri di Victor Cousin, venne a conoscenza della filosofia hegeliana, che egli approfondì recandosi in Germania alla fine del 1835. A Berlino studiò intensamente le dottrine dell'idealismo tedesco, soprattutto di Schelling ed Hegel, prendendo parte ai loro sviluppi.
Al suo ritorno in Toscana dopo due anni, iniziò a tenere lezioni sulla dottrina di Hegel, che egli ricopiò e da cui trasse spunti in vista di una storia della filosofia a quella propedeutica, anche se la sua traduzione della Logica hegeliana non vide mai la pubblicazione.
Alla sua morte chiese nel testamento di far bruciare i suoi scritti, i quali vennero tuttavia conservati, e sono tuttora custoditi nella Biblioteca Forteguerriana.
La critica idealistica posteriore rinverrà nella sua «coscienza addormentata di prete» una sostanziale estraneità allo spirito autentico dell'hegelismo, rammaricandosi del fatto che «certi concetti di capitale importanza nello hegelismo possano essere accolti in maniera talmente scolastica, formale ed estrinseca da perdere tutta la fecondità e la forza che hanno nel pensiero da cui derivano».
Mazzoni è ritenuto comunque un importante precursore degli idealisti italiani Bertrando Spaventa e Augusto Vera, per avere trattato «in forma popolare del problema centrale della filosofia, mostrando come, per via di un graduale sviluppo, le determinazioni separate dall'analisi debbano essere unificate dalla ragione; sicché dalla certezza immediata del sapere ordinario lo spirito sia condotto alla verità del sapere filosofico».

## Opere
- L'educazione filosofica ed altri scritti inediti di Domenico Mazzoni, con introduzione e note di Michele Losacco, Bari, Società Tipografica Editrice Barese, 1913